# 24259 Chriswalker
24259 Chriswalker è un asteroide della fascia principale. Scoperto nel 1999, presenta un'orbita caratterizzata da un semiasse maggiore pari a 2,3296239 UA e da un'eccentricità di 0,1783123, inclinata di 23,78807° rispetto all'eclittica.